# Alcioneo (figlio di Diomo)
Alcioneo (in greco antico: Ἀλκυονεύς?, Alkyonéus) è un personaggio della mitologia greca, figlio unico di Diomo e di Meganira.
Il ragazzo possedeva la bellezza sia in apparenza che nella natura del suo carattere ed abitava nell'antica città di Krisa

## Mitologia
Gli abitanti di Delfi chiesero all'oracolo di Apollo che cosa dovessero fare per proteggersi dalla minaccia del drago Sibari la quale da tempo terrorizzava la regione, e il dio rispose che sarebbero stati liberati da questa minaccia solo se avessero scelto un giovane della loro città per consegnarlo nella grotta del mostro. E così fecero.
Alcioneo fu estratto a sorte e i sacerdoti lo incoronarono prima di portarlo alla grotta del mostro. Per il fato, un giovane di nome Euribaro, figlio di Eufemo, incontrò la processione lungo la strada verso la grotta e vedendo Alcioneo vestito ed incoronato per il sacrificio se ne innamorò chiedendo dove stessero andando e, quando apprese lo scopo di quel viaggio, tolse la corona dalla testa di Alcioneo per mettersela sulla sua testa ed offrendosi in sostituzione.
Dopo essere entrato nella caverna, aggredì la belva e, tirandola fuori dalle rocce, corse infine fuori da essa, ma la belva lo colpì liberandosi e fuggendo e da quel luogo; ne fuoriuscì una fontana, che gli abitanti del luogo chiamarono Sibari.